# Анолид
Анолид је песма од 49 строфа, која је вероватно настала у периоду између 1077. и 1081. године у раним средњевисоконемачким  римованим стиховима, претпоставља се да их је један  монах  из Зигбурга написао. Као објашњење претпоставке за датирање овог дела важи помињање Мајнца, као места у коме су крунисани владари. Крунисање немачких краљева се обично одржавало у Ахену; стога се ови подаци могу односити само на период након крунисања "анти-краља" Рудолфа фон  Рајнфелдена 1077. године или на крунисања Хајнриха петог из 1106. године. Аутор овог дела је анониман, али  највећи број доказа говори о томе да његово порекло потиче из рајнско-франачке области, поготово из троугла Херсфелд-Залфелд-Бамберг. Као могући аутор наводи се Абт Регинхард фон Зигбург.       
Оригинални рукопис песме  Анолид је изгубљен. Најранија сачувана  сведочанства овог дела су први отисак Мартина Опица из 1639. године и делимична копија Бонавентуре Вулцаниуса из 1597. године. Оба сведочанства су садржала уско повезане, али не и идентичне симболе. Од свог првог издања, Анолид је привукао велико интересовање истраживача баш зато што је и истраживачка литература обимна као и само дело.